# (8438) Marila
(8438) Marila ist ein Asteroid des inneren Hauptgürtels, der am 25. Mai 1971 von dem niederländischen Astronomenehepaar Cornelis Johannes van Houten und Ingrid van Houten-Groeneveld entdeckt wurde. Die Entdeckung geschah im Rahmen der 1. Trojaner-Durchmusterung, bei der von Tom Gehrels mit dem 120-cm-Oschin-Schmidt-Teleskop des Palomar-Observatoriums aufgenommene Feldplatten an der Universität Leiden durchmustert wurden, elf Jahre nach Beginn des Palomar-Leiden-Surveys.
Der mittlere Durchmesser des Asteroiden beträgt knapp vier Kilometer.
(8438) Marila ist nach der Bergente benannt, deren wissenschaftlicher Name Aythya marila lautet. Zum Zeitpunkt der Benennung des Asteroiden am 2. Februar 1999 war der Bestand der Bergente in den Niederlanden gefährdet. In den Niederlanden kommt sie als Wintergast vor.